# 人皮殺手
《人皮殺手》（英語：Ed Gein，又稱）是一部2000年犯罪恐怖片，由Chuck Parello執導，Stephen Johnston編劇。本片講述真實連環殺手艾德·蓋恩的故事，史蒂夫·雷尔斯巴克飾演蓋恩。
本片在第33屆錫切斯電影節上贏得最佳影片，雷尔斯巴克贏得最佳男主角。但在爛番茄網站上，根據10篇專業影評，本片的評分僅有10%。

## 外部連結
- 互联网电影数据库（IMDb）上《Ed Gein》的资料（英文）
- AllMovie上《Ed Gein》的资料（英文）
- 爛番茄上《Ed Gein》的資料（英文）